# Gobiocichla ethelwynnae
Gobiocichla ethelwynnae és una espècie de peix d'aigua dolça de la família dels cíclids i de l'ordre dels perciformes. Va ser descrit per Tyson R. Roberts el 1982 que le va donar l'epítet ethelwynnae en honor de l'ictiòloga britànica Ethelwynn Trewavas (1900-1993).
És un peix reofílic, que es troba prop de les riberes principalment en petites coves i pedres esquerdades, en aigües amb alta turbulència i velocitat. Es troba només en hàbitats rocosos amb poca sorra o grava. Presumiblement s'alimenta de plantes i altres organismes que creixen al substrat rocós. S'alimenta d'algues mitjançant un moviment brusc molt particular del cap. Els adults poden assolir 6,7 cm de longitud total. Té entre 34 i 36 vèrtebres. És una espècie de clima tropical. Es troba a Àfrica: oest del Camerun.